# Suzy (filme)
Suzy (bra: Suzy) é um filme estadunidense de 1936, dos gêneros drama e espionagem, dirigido por George Fitzmaurice, estrelado por Jean Harlow, e coestrelado por Franchot Tone e Cary Grant. O roteiro de Dorothy Parker, Alan Campbell, Horace Jackson e Lenore J. Coffee foi baseado no romance homônimo de 1934, de Herbert Gorman.
A trama retrata a história de uma dançarina que se casa com um piloto francês sem saber que seu primeiro marido ainda está vivo.

## Sinopse
Suzanne "Suzy" Trent (Jean Harlow) é uma dançarina que se encanta e se casa com Terry Moore (Franchot Tone), um engenheiro e inventor com um jeito descontraído que sempre surpreende. Quando a espiã alemã Diane Eyrelle (Benita Hume) atira em seu marido, Suzy foge para Paris, achando que ficou viúva. Lá, no cabaré onde trabalha, ela conhece André Charville (Cary Grant), um famoso piloto francês da Primeira Guerra Mundial, e eles rapidamente se apaixonam, casando-se em seguida. No entanto, uma reviravolta inesperada acontece na vida de Suzy quando ela descobre que seu primeiro marido não está morto, e está mais próximo do que ela imaginava.

## Elenco
- Jean Harlow como Suzanne "Suzy" Trent
- Franchot Tone como Capitão Terry Moore
- Cary Grant como Capitão Andre Charville
- Lewis Stone como Barão Edward Charville
- Benita Hume como Madame Diane Eyrelle
- Reginald Mason como Capitão Barsanges
- Inez Courtney como Maisie "Frostbite"
- Greta Meyer como Sra. Schmidt
- David Clyde como Knobby McPherson
- Christian Rub como "Pop" Gaspard, o pianista
- George Spelvin como Gaston
- Una O'Connor como Sra. Bradley, a senhoria de Suzy
- Theodore von Eltz como Produtor
- Dennis Morgan como Tenente Charbret

Não-creditados
- Tyler Brooke como Raoul
- Robert Livingston como Pierre
- Ferdinand Gottschalk como Proprietário da Cafeteria
- Frank Dawson as Albert, o mordomo
- Harry Cording como Motorista de Madame Eyrelle
- Joseph Tozer como Coronel

## Produção
Em 24 de novembro de 1934, a Metro-Goldwyn-Mayer comprou os direitos de exibição do romance de Herbert Gorman por US$ 15.000, logo após sua publicação. Doris Lind foi contratada pelo estúdio para escrever novas cenas para o filme depois que a má recepção em testes de exibição fora da cidade convenceram os executivos a refilmar partes dele. Norbert Brodine foi emprestado da Universal Pictures para filmar as cenas adicionais, já que o cinegrafista Ray June estava doente.
Dorothy Parker foi notável como parte da equipe de roteiristas, contribuindo com grande parte do diálogo espirituoso das primeiras cenas do filme. A canção de cabaré de Jean Harlow, "Did I Remember (To Tell You I Adored You)", escrita por Walter Donaldson e Harold Adamson, foi dublada pela cantora Virginia Verrill, que também dublou a voz de Harlow em "Reckless" (1935). Cary Grant, que substituiu Clark Gable como o terceiro protagonista, também cantou algumas estrofes da música. Outras músicas incluídas foram: "When You Wore a Tulip and I Wore a Big Red Rose" e "Under the Bamboo Tree", também cantadas por Verrill, embora ela não tenha sido creditada.
Para filmar as sequências aéreas, foram utilizadas vídeos de Howard Hughes, e uma cena foi diretamente retirada de "Hell's Angels" (1930), o filme que alavancou a carreira de Harlow. Vários aviões foram vistos de forma proeminente durante o filme, incluindo o caça S.E.5 de Andre, os caças alemães Fokker D.VII e Thomas-Morse S-4, bem como um raro avião de transporte Sikorsky S-29-A substituindo um bombardeiro alemão Gotha G.IV.

## Recepção
Apesar de Jean Harlow ser a protagonista do filme, ele não é considerado um dos seus melhores, já que possui uma trama considerada mundana. Para a crítica especializada, somente os papéis de Cary Grant e Franchot Tone se destacam. Frank S. Nugent, em sua crítica para o jornal The New York Times, considerou-o clichê, pois "... ele se lança pela tela, cria uma excitação leve e depois se recolhe novamente, deixando-nos com algumas feridas estéticas e a sensação de que um pouco de ar fresco não faria mal".

## Prêmios e indicações
| Ano  | Cerimônia | Categoria              | Indicado                                             | Resultado | Ref.          |
| ---- | --------- | ---------------------- | ---------------------------------------------------- | --------- | ------------- |
| 1937 | Oscar     | Melhor canção original | Walter Donaldson & Harold Adamson ("Did I Remember") | Indicado  | [ 13 ] [ 14 ] |